# Patinatge de velocitat als Jocs Olímpics d'hivern de 2006 - 500 metres femenins
Als Jocs Olímpics d'Hivern de 2006 celebrats a la ciutat de Torí (Itàlia) es disputà una prova de patinatge de velocitat sobre gel sobre una distància de 500 metres en categoria femenina que formà part del programa oficial dels Jocs.
La prova es disputà el dia 14 de febrer de 2006 a les instal·lacions de l'Oval Lingotto de la ciutat de Torí. Hi participaren un total de 30 patinadors de velocitat de 10 comitès nacionals diferents.
La competició consistí a realitzar dues voltes separades a un circuit de 500 metres, sumant-se poseteriorment els temps de les dues voltes per aconseguir el temps i l'ordre final.

## Resum de medalles
| Or               | Argent     | Bronze  |
| Svetlana Zhurova | Wang Manli | Ren Hui |

## Resultats

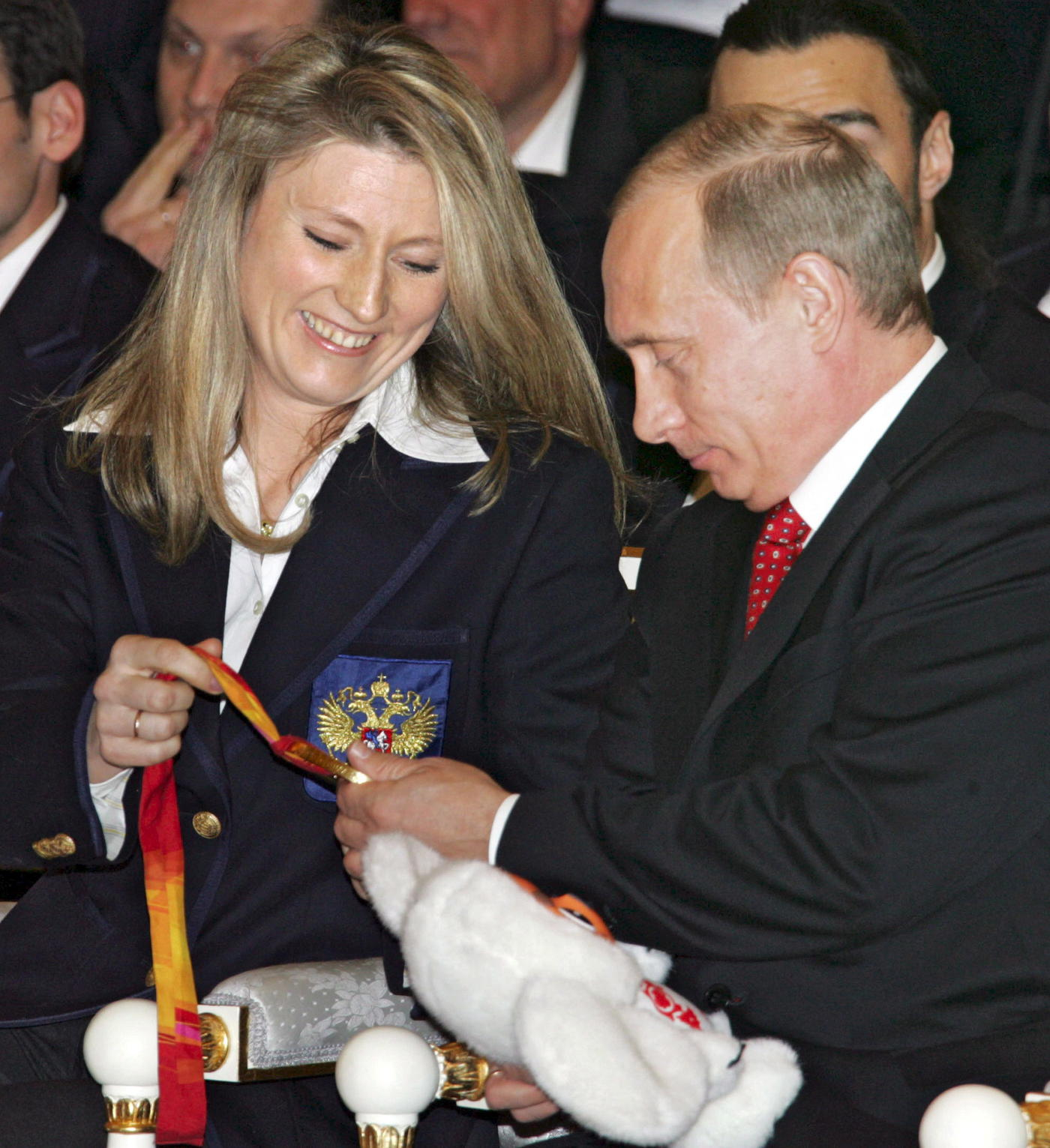
Svetlana Zhurova, guanyadora de la medalla d'or.

| Pos. | Nom                | Volta 1        | Volta 2     | Total  | Dif.   |
| ---- | ------------------ | -------------- | ----------- | ------ | ------ |
| 1    | Svetlana Zhurova   | 38.23 (1)      | 38.34 (2)   | 76.57  | --     |
| 2    | Wang Manli         | 38.31 (2)      | 38.47 (5)   | 76.78  | +0.21  |
| 3    | Ren Hui            | 38.60 (4)      | 38.27 (1)   | 76.87  | +0.30  |
| 4    | Tomomi Okazaki     | 38.46 (3)      | 38.46 (4)   | 76.92  | +0.35  |
| 5    | Lee Sang-Hwa       | 38.69 (6)      | 38.35 (3)   | 77.04  | +0.47  |
| 6    | Jenny Wolf         | 38.70 (7)      | 38.55 (6)   | 77.25  | +0.68  |
| 7    | Wang Beixing       | 38.71 (8)      | 38.56 (7)   | 77.27  | +0.70  |
| 8    | Sayuri Osuga       | 38.74 (9)      | 38.65 (8)   | 77.39  | +0.82  |
| 9    | Sayuri Yoshii      | 38.68 (5)      | 38.75 (11)  | 77.43  | +0.86  |
| 10   | Chiara Simionato   | 39.02 (11)     | 38.66 (9)   | 77.68  | +1.11  |
| 11   | Jennifer Rodríguez | 38.97 (10)     | 38.73 (10)  | 77.70  | +1.13  |
| 12   | Annette Gerritsen  | 39.12 (12)     | 38.97 (12)  | 78.09  | +1.52  |
| 13   | Xing Aihua         | 39.20 (13)     | 39.15 (13)  | 78.35  | +1.78  |
| 14   | Sanne van der Star | 39.26 (14)     | 39.33 (15)  | 78.59  | +2.02  |
| 15   | Yukari Watanabe    | 39.46 (17)     | 39.19 (14)  | 78.65  | +2.08  |
| 16   | Shannon Rempel     | 39.42 (=15)    | 39.43 (19)  | 78.85  | +2.28  |
| 17   | Amy Sannes         | 39.42 (=15)    | 39.47 (20)  | 78.89  | +2.32  |
| 18   | Choi Seung-Yong    | 39.65 (21)     | 39.37 (16)  | 79.02  | +2.45  |
| 19   | Judith Hesse       | 39.64 (20)     | 39.39 (17)  | 79.03  | +2.46  |
| 20   | Kim You-Lim        | 39.57 (18)     | 39.68 (24)  | 79.25  | +2.68  |
| 21   | Kerry Simpson      | 39.69 (22)     | 39.65 (=22) | 79.34  | +2.77  |
| 22   | Krisy Myers        | 39.83 (=23)    | 39.60 (21)  | 79.43  | +2.86  |
| 23   | Elli Ochowicz      | 39.83 (=23)    | 39.65 (=22) | 79.48  | +2.91  |
| 24   | Pamela Zoellner    | 40.16 (27)     | 39.40 (18)  | 79.56  | +2.99  |
| 25   | Lee Bo-Ra          | 40.01 (=25)    | 39.72 (25)  | 79.73  | +3.16  |
| 26   | Kim Weger          | 40.01 (=25)    | 39.98 (27)  | 79.99  | +3.42  |
| 27   | Svetlana Radkevich | 40.45 (29)     | 39.91 (26)  | 80.36  | +3.79  |
| 28   | Chris Witty        | 40.23 (28)     | 40.46 (28)  | 80.69  | +4.12  |
| 29   | Yulia Nemaya       | 39.63 (19)     | 72.76 (29)  | 112.39 | +35.82 |
| 30   | Marianne Timmer    | desqualificada |             |        |        |